# George Stinney

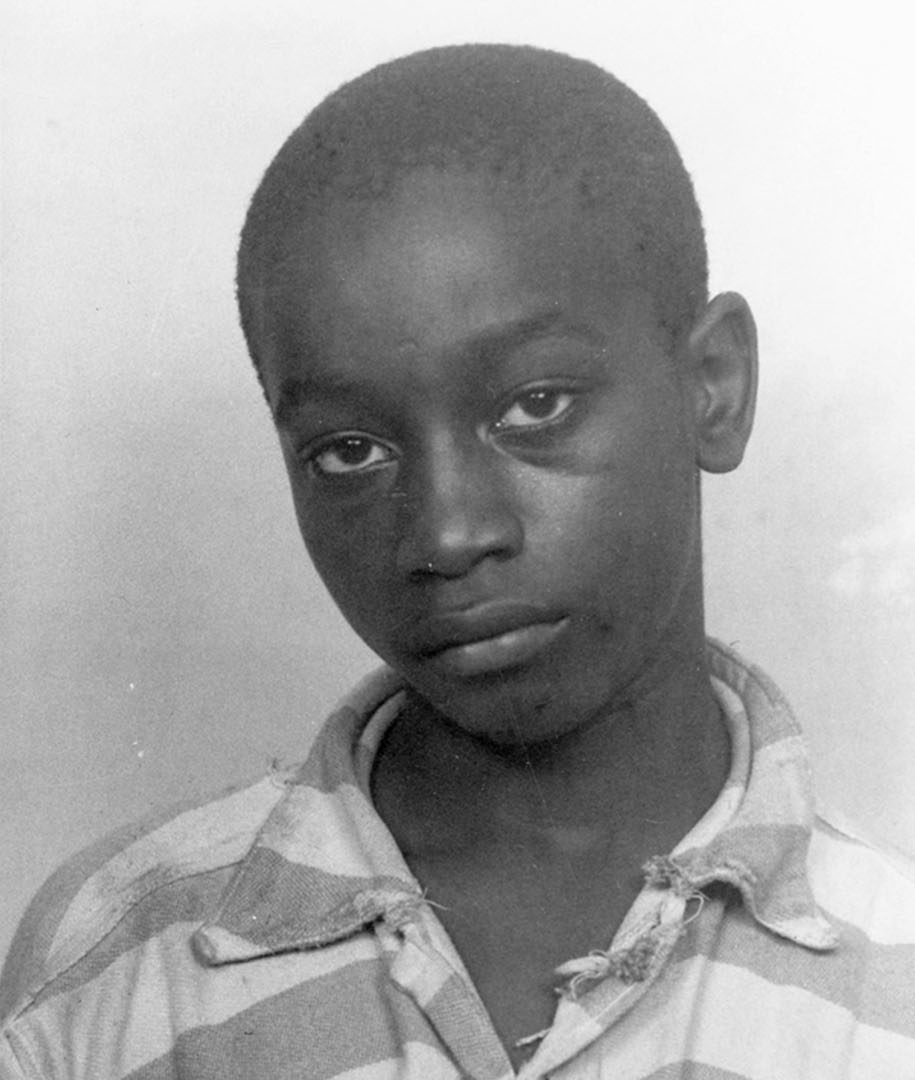
George Stinney (1944)

George Junius Stinney Junior (* 21. Oktober 1929 in Sumter, South Carolina; † 16. Juni 1944 in Columbia, South Carolina) war ein US-amerikanischer Jugendlicher und Justizopfer. Er wurde im Alter von 14 Jahren auf dem elektrischen Stuhl hingerichtet. Er gilt damit als der jüngste Mensch, an dem seit Beginn des 20. Jahrhunderts in den Vereinigten Staaten die Todesstrafe vollzogen wurde.
2014 wurde seine Verurteilung wegen Verfahrensfehlern für ungültig erklärt.

## Leben
George Stinney Jr., der Afroamerikaner war, wurde wegen Mordes an zwei weißen Mädchen verurteilt. Bis zuletzt wurde der Fall äußerst kontrovers betrachtet, gab es doch sowohl eklatante Fehler bei der Ermittlung, die ernsthafte Zweifel an der Schuld von Stinney aufkommen lassen, als auch schwere Verfahrensmängel auf Seiten der Behörden.
Am 24. März 1944 wurden die Leichen der beiden Mädchen Betty June Binnicker (elf Jahre alt) und Mary Emma Thames (acht Jahre) im Clarendon County, South Carolina aufgefunden. Bereits am Folgetag wurde Stinney verhaftet und die Mordanklage gegen ihn erhoben. Einen Monat nach dem Leichenfund fand das Gerichtsverfahren am 24. April im Clarendon County Courthouse statt. Nach der Wahl der Geschworenen begann das Gerichtsverfahren um 12:30 Uhr und endete um 17:30 Uhr. Die Geschworenen kehrten bereits nach zehn Minuten Beratungszeit mit einem Schuldspruch zurück. Nach der Strafrechtsauffassung des Staates von South Carolina galten zu damaliger Zeit Personen ab Vollendung des 14. Lebensjahres als Erwachsene. Stinney wurde daher zum Tode durch den elektrischen Stuhl verurteilt. Die Hinrichtung wurde am 16. Juni 1944, weniger als drei Monate nach der Tat, im Carolina State Penitentiary in Columbia, South Carolina vollstreckt.
Das Urteil gegen Stinney wurde im Dezember 2014 von einem Gericht in South Carolina coram nobis aufgehoben. Laut Richterin Carmen T. Mullen ist das im ursprünglichen Verfahren verwendete Geständnis unglaubwürdig und höchstwahrscheinlich erzwungen worden. Stinney erhielt nach Auffassung der Richterin kein faires Verfahren und wurde dadurch in seinen verfassungsmäßigen Rechten verletzt.
Im Coram Nobis - Verfahren vom Dezember 2014 wurden unter anderem die folgenden Punkte kritisch beurteilt, die im ursprünglichen Verfahren keine Beachtung fanden.
| Tatwaffe:           | Die Tatwaffe wird vom Staatsanwalt in dessen Prozessnotizen als „Spike“ bezeichnet. Während der Gerichtsmediziner die Mordwaffe nicht näher beschreibt, wird sie in den Anklageschriften als eine Eisenstange beschrieben. Die Ermittlungsnotizen des stellvertretenden Sheriffs H.S. Newman bezeichnen die Waffe als ein etwa fünfzehn Zoll langes Stück Eisen. |
| Beweismittel        | Aus den Beweisunterlagen geht nicht hervor, ob eine Mordwaffe, blutige Kleidung oder andere Beweismittel im Prozess zugelassen wurden. |
| Ermittlungsqualität | - Im Prozess sagte einer der beiden Ärzte, der mit der Obduktion der Opfer beauftragt war, aus. Allerdings hatte dieser nicht den medizinischen Obduktionsbefund unterschrieben. - Entlastungszeugen wurden nicht gesucht. - Es ist unklar, wie George Stinney „ermittelt“ wurde. |
| Geständnis          | George Stinney, Jr. wurde bereits einige Stunden nach dem Leichenfund festgenommen und gestand den Mord an den Mädchen innerhalb weniger Stunden nach seiner Verhaftung. Die zertifizierte Kinder-, Jugend- und forensische Psychiaterin Dr. Amanda Salas hält ein falsches Geständnis für sehr wahrscheinlich, da ein Vierzehnjähriger während eines Verhörs in Gewahrsam sehr beeinflussbar ist und eher bereit ist, ein falsches Geständnis abzulegen, weil er den Wunsch hat den Strafverfolgungsbehörden entgegenzukommen. Dr. Salas stützte sich bei ihrer Analyse auf die Beeinflussbarkeit des Angeklagten zum Zeitpunkt des Geständnisses. Da der Angeklagte von weißen Männern aufgegriffen und im segregierten South Carolina in Gewahrsam genommen wurde, aber nicht daran gewöhnt war, in der Gegenwart weißer Männer zu sein, erhöhte dies den Druck, ein Geständnis abzulegen. Das Originalgeständnis, das George Stinney unterschrieben haben soll, ist nicht erhalten. In prozessbegleitenden Zeitungsartikeln gibt es zwei Versionen: - Er fand die Kinder in der Nähe des Sägewerkes, wo sie gegen 15 Uhr Blumen pflückten. Er machte dem jüngeren Mädchen, einer Erstklässlerin, Avancen, und sie wehrte ihn ab. Als die Mädchen sagten, sie wollten es ihren Eltern erzählen, nahm er einen etwa einen Fuß langen Eisenbahnbock und schlug dem jüngeren Mädchen mehrere Male auf den Kopf. Das ältere Mädchen versuchte, ihrer jüngeren Freundin zu helfen. George sagte, er habe auch sie mit dem Spieß niedergeschlagen. Stunden nach dem Fund der Leichen in Gewahrsam genommen, führte George die Beamten zu einem Ort in der Nähe, wo er den Spike (Tatwaffe) versteckt haben soll. - Zwei Aussagen des Angeklagten wurden als Beweismittel zugelassen. In der ersten gab der Jugendliche an, dass er von den jungen Mädchen angesprochen wurde, die fragten, wo sie ein paar Wildblumen finden könnten. Er erklärte, er habe ihnen gesagt, dass sie weiter im Wald zu finden seien und dass das jüngere der beiden Mädchen in einen Graben gefallen sei und dass er, als er versuchte, ihr zu helfen, von den beiden Mädchen angegriffen wurde und sie in Selbstverteidigung mit einem Eisenbahndorn tödlich niederschlug. Seine spätere Version der Ereignisse, die er gegenüber den Officers Pratt und Newman zu Protokoll gab, war, dass er den Mädchen in den Wald folgte. Er schlug zunächst auf das jüngere Kind ein und verwundete es tödlich, um es aus dem Weg zu schaffen. Er gab den Versuch der Körperverletzung zu. - In einem Brief des damaligen Gouverneurs Olin D. Johnston gibt es noch eine dritte Version, wonach George zuerst die jüngere Mary Emma erschlagen hatte, um Betty June zu vergewaltigen. Er erschlug dann Betty June und missbrauchte ihren toten Körper. Zwanzig Minuten später soll er zurückgekommen sein und es erneut versucht haben, aber der Körper war zu kalt. (das Jungfernhäutchen war laut dem Obduktionsbericht intakt) |
| Prozess             | Der gesamte Prozess dauerte nur einen Tag, laut Zeitungsartikeln gerade mal drei Stunden oder weniger, daraus schloss die Richterin 2014, dass nur wenige oder gar keine Zeugen von der Verteidigung aufgerufen wurden und wenig bis gar keine Kreuzverhöre durchgeführt wurden. Nach einer zehnminütigen Beratung der zwölfköpfigen ausschließlich weißen Jury wurde der Angeklagte des Mordes für schuldig befunden und er wurde noch am selben Tag zum Tode durch den elektrischen Stuhl verurteilt. Es wurde keine Berufung eingelegt und kein Aufschub der Hinrichtung beantragt. Der Vorsitzende der Jury wohnte im gleichen Ort wie George und die Opfer und bei den Ermittlungen des Coroners. |

## In der Kunst
Der Stinney-Fall war die Grundlage des Romans Carolina Skeletons von David Stout, der dafür mit dem Edgar Allan Poe Award für das beste Erstlingswerk ausgezeichnet wurde.
Carolina Skeletons wurde im Jahre 1991 mit dem Titel Carolina Skeletons bzw. The End of Silence (deutscher Titel Das Ende des Schweigens) verfilmt. Bei dieser Verfilmung führte John Erman Regie und der junge Schauspieler Kenny Blank (heutiger Name: Kenn Michael) stellt den 14-jährigen Linus Bragg dar, mit dem in künstlerischer Namensgestaltung George Stinney Jr. gemeint ist. Louis Gosset Jr. ist ebenfalls in diesem Film zu sehen. Kenny Blank wurde für seine Leistung für den Young Artist Award nominiert.
2018 erschien in den USA mit dem Titel 83 Days ein weiterer Film über Stinney. Der 29-minütige Film wurde von den Pleroma Studios produziert und von Andrew Paul Howell inszeniert.